# Konkurrenslagen
Konkurrenslagen (2008:579) har till syfte att undanröja och motverka hinder för en effektiv konkurrens i fråga om produktion av och handel med varor, tjänster och andra nyttigheter.

## Ändamål och definitioner (1 kap.)
Ändamålet är att undanröja och motverka hinder för en effektiv konkurrens.
Lagen är inte tillämplig på överenskommelser mellan arbetsgivare och arbetstagare om lön eller andra anställningsvillkor.
Det finns bestämmelser av betydelse för tillämpningen av konkurrenslagen i olika Europeiska unionens rådets förordningar.

Regeringen meddelar föreskrifter om vilka domstolar och andra myndigheter som är konkurrensmyndigheter.
Konkurrensfrågor sorterar under Näringsdepartementet och handläggs av Konkurrensverket. Vissa föreskrifter och pressmeddelanden återfinns på Regeringskansliets webbplats.
Följande definitioner finns
1. Företag varmed avses en fysisk eller juridisk person som driver verksamhet av ekonomisk eller kommersiell natur[5]
2. Primär lantbruksförening varmed avses en ekonomisk förening vars medlemmar är enskilda lantbrukare eller andra företag som bedriver jordbruk, trädgårdsverksamhet eller skogsbruk[6]
3. Taxiföretag varmed avses ett företag som tillhandahåller eller utför taxitjänster eller därmed jämförbara transporttjänster
4. Beställningscentral varmed avses en gemensam eller fristående funktion som tar emot beställningar och fördelar transportuppdrag mellan taxiföretag[7]
5. Företagskoncentration anses uppstå om kontrollen av ett företag varaktigt förändras genom
  1. att två eller flera tidigare självständiga företag slås samman, eller
  2. antingen en eller flera personer, som redan kontrollerar minst ett företag, eller också ett eller flera företag på ett eller annat sätt direkt eller indirekt får kontroll över ett eller flera företag eller
  3. genom bildandet av ett gemensamt företag som på varaktig basis fyller en självständig ekonomisk enhets samtliga funktioner.[8]

## Förbjudna konkurrensbegränsningar (2 kap.)
Avtal mellan företag som har till syfte eller resultat att hindra, begränsa eller snedvrida konkurrensen på marknaden på ett märkbart sätt är förbjudna.
Detta gäller särskilt sådana avtal som innebär att
1. inköps- eller försäljningspriser eller andra affärsvillkor direkt eller indirekt fastställs,
2. produktion, marknader, teknisk utveckling eller investeringar begränsas eller kontrolleras,
3. marknader eller inköpskällor delas upp,
4. olika villkor tillämpas för likvärdiga transaktioner, varigenom vissa handelspartner får en konkurrensnackdel, eller
5. det ställs som villkor för att ingå ett avtal att den andra parten åtar sig ytterligare förpliktelser som varken till sin natur eller enligt handelsbruk har något samband med föremålet för avtalet.[10]

Avtal eller avtalsvillkor som är förbjudna är ogiltiga.
Från förbudet har vissa undantag enligt 2 kap. 2 § konkurrenslagen och gruppundantag enligt 3 § och undantag enligt 4 § gjorts.
Undantag gäller också för skriftligt avtal mellan taxiföretag och beställningscentral enligt 5 §.

### Företags missbruk av en dominerande ställning
Missbruk från ett eller flera företags sida av en dominerande ställning på marknaden är förbjudet.
Sådant missbruk kan särskilt bestå i att
1. direkt eller indirekt påtvinga någon oskäliga inköps- eller försäljningspriser eller andra oskäliga affärsvillkor,
2. begränsa produktion, marknader eller teknisk utveckling till nackdel för konsumenterna,
3. tillämpa olika villkor för likvärdiga transaktioner, varigenom vissa handelspartner får en konkurrensnackdel, eller
4. ställa upp villkor inte har något samband med föremålet för avtalet.

## Åtgärder mot konkurrensbegränsningar (3 kap.)

### Åläggande
Konkurrensverket får ålägga ett företag att upphöra med överträdelser. 
Ett åläggande gäller omedelbart, om något annat inte bestäms.
Om Konkurrensverket i ett visst fall beslutar att inte meddela ett åläggande, får ett företag som berörs av överträdelsen väcka talan om ett sådant åläggande.

### Konkurrensskadeavgift
Konkurrensskadeavgift är en avgift som kan utdömas av domstol enligt 3 kap  5 § om ett företag eller någon som handlar på ett företags vägnar uppsåtligen eller av oaktsamhet har överträtt vissa förbud i konkurrenslagen eller EG-fördraget. Konkurrensskadeavgift behandlas i särskild artikel.
Marknadsdomstolen dömde den 28 maj 2009 i det så kallade asfaltmålet ett antal företag att erlägga konkurrensskadeavgift för att ha deltagit i kartell inom asfaltbranschen.

### Avgiftsföreläggande
Konkurrensverket kan istället för att väcka talan om konkurrensskadeavgift förelägga ett företag att betala en avgift enligt ett avgiftsföreläggande, som behandlas i särskild artikel. 

### Preskription
Konkurrensskadeavgift får påföras bara om stämningsansökan har delgetts den som anspråket riktas mot inom fem år från det att överträdelsen upphörde.

### Kvarstad
För att säkerställa ett anspråk på konkurrensskadeavgift får rätten besluta om kvarstad.

### Betalning av konkurrensskadeavgift
Konkurrensskadeavgift ska betalas till Konkurrensverket inom trettio dagar från det att domen vann laga kraft eller avgiftsföreläggandet godkändes.

### Näringsförbud
Näringsförbud kan meddelas och skadestånd kan utdömas.

## Förbud mot företagskoncentrationer (4 kap.)
En företagskoncentration kan förbjudas. Vid prövningen av om en företagskoncentration ska förbjudas ska det särskilt beaktas om den medför att en dominerande ställning skapas eller förstärks.
Om det är tillräckligt för att undanröja de skadliga effekterna av en företagskoncentration, får en part i koncentrationen i stället för förbud åläggas att
1. avyttra ett företag eller en del av ett företag, eller
2. genomföra någon annan konkurrensfrämjande åtgärd.[26]

### Anmälan om företagskoncentration
En företagskoncentration ska anmälas till Konkurrensverket, om
1. de berörda företagen tillsammans har haft en omsättning föregående räkenskapsår i Sverige som överstiger en miljard kronor, och
2. minst två av de berörda företagen har haft en omsättning i Sverige föregående räkenskapsår som överstiger 200 miljoner kronor för vart och ett av företagen.[27]

### Särskild undersökning av företagskoncentration
Konkurrensverket ska inom tjugofem arbetsdagar från det att en fullständig anmälan om företagskoncentration har kommit in till verket meddela beslut om att antingen genomföra en särskild undersökning av koncentrationen eller lämna koncentrationen utan åtgärd.

### Talan om åtgärd mot företagskoncentration
Om Konkurrensverket har beslutat om särskild undersökning, ska verket inom tre månader från det att beslutet meddelades besluta om förbud, om åläggande eller att lämna företagskoncentrationen utan åtgärd.

### Rättskraft och omprövning
Om domstolen efter överklagande har upphävt ett beslut om förbud eller åläggande, får frågan prövas på nytt, om en part eller någon annan medverkande i företagskoncentrationen har lämnat oriktiga uppgifter om sakförhållanden av väsentlig betydelse för domstolens beslut.

## Utredning initierad av Konkurrensverket (5 kap.)
Om det behövs får konkurrensverket ålägga ett företag eller annan att tillhandahålla uppgifter. Verket kan också hålla förhör.
Patent- och Marknadsdomstolen får på ansökan av Konkurrensverket besluta att verket får genomföra en undersökning hos ett företag för att utreda om det har överträtt förbuden.
Sådant beslut kan även omfatta annat företag och bostäder som utnyttjas av styrelseledamöter och anställda.
Ett beslut om undersökning får meddelas utan att den som ansökan avser får tillfälle att yttra sig, om det kan befaras att undersökningen annars skulle förlora i betydelse.
Ett beslut om undersökning ska innehålla uppgifter om
1. föremålet för och syftet med undersökningen,
2. tidpunkten när undersökningen ska börja, och
3. Konkurrensverkets befogenheter.[35]

Sådan undersökning kallas ofta gryningsräd.

## Föreläggande av vite (6 kap.)
Förbud och åläggande kan förenas med vite.

## Överklagande (7 kap.)
Beslut av Konkurrensverket får överklagas hos Patent- och marknadsdomstolen.
Domar och beslut av Patent- och Marknadsdomstolen i mål och ärenden enligt denna lag överklagas hos Patent- och marknadsöverdomstolen.
Konkurrens som påverkar handeln över gränserna inom EU/EES kan granskas av EU-kommissionen och kan tas upp till prövning i EU-domstolen.

## Fotnoter
1. ↑  1 kap. 1 § Konkurrenslagen (2008:579)
2. ↑  1 kap. 2 § Konkurrenslagen (2008:579)
3. ↑  1 kap. 3 § Konkurrenslagen (2008:579)
4. ↑  1 kap. 4 § Konkurrenslagen (2008:579)
5. ↑  1 kap. 5 § Konkurrenslagen (2008:579)
6. ↑  1 kap. 7 § Konkurrenslagen (2008:579)
7. ↑  1 kap. 8 § Konkurrenslagen (2008:579)
8. ↑  1 kap. 9 § Konkurrenslagen (2008:579)
9. ↑  2 kap. 1 § Konkurrenslagen (2008:579)
10. ↑  2 kap. 1 § 2 stycket Konkurrenslagen (2008:579)
11. ↑  2 kap. 6 § Konkurrenslagen (2008:579)
12. ↑  2 kap. 2 § Konkurrenslagen (2008:579)
13. ↑  2 kap. 3 § Konkurrenslagen (2008:579)
14. ↑  2 kap. 4 § Konkurrenslagen (2008:579)
15. ↑  2 kap. 5 § Konkurrenslagen (2008:579)
16. ↑  2 kap. 7 § Konkurrenslagen (2008:579)
17. ↑  3 kap. 1 § Konkurrenslagen (2008:579)
18. ↑  3 kap. 2 § Konkurrenslagen (2008:579)
19. ↑  3 kap. 5 § Konkurrenslagen (2008:579)
20. ↑  MD 2009:11
21. ↑  3 kap. 20 § Konkurrenslagen (2008:579)
22. ↑  3 kap. 21 § Konkurrenslagen (2008:579)
23. ↑  3 kap. 22 § Konkurrenslagen (2008:579)
24. ↑  3 kap. 25 § Konkurrenslagen (2008:579)
25. ↑  4 kap. 1 § Konkurrenslagen (2008:579)
26. ↑  4 kap. 2 § Konkurrenslagen (2008:579)
27. ↑  4 kap. 6 § Konkurrenslagen (2008:579)
28. ↑  4 kap. 11 § Konkurrenslagen (2008:579)
29. ↑  4 kap. 13 § Konkurrenslagen (2008:579)
30. ↑  4 kap. 20 § Konkurrenslagen (2008:579)
31. ↑  5 kap. 1 § Konkurrenslagen (2008:579)
32. ↑  5 kap. 3 § Konkurrenslagen (2008:579)
33. ↑  5 kap. 5 § Konkurrenslagen (2008:579)
34. ↑  5 kap. 7 § Konkurrenslagen (2008:579)
35. ↑  5 kap. 8 § Konkurrenslagen (2008:579)
36. ↑  6 kap. Konkurrenslagen (2008:579)
37. ↑  7 kap. Konkurrenslagen (2008:579)
38. ↑  7 kap. 2 § Konkurrenslagen (2008:579)